# Mystacides longicornis
Mystacides longicornis (synoniem: Phryganea longicornis) is een schietmot uit de familie Leptoceridae. De soort werd vermeld  door Linnaeus in de tiende editie van Systema naturae uit 1758 

## Uiterlijk
De kleine schietmot heeft een lengte van maximaal 9 mm en een spanwijdte tot 2 cm. De vleugels zijn vaak goudbehaard en geelachtig met vier opvallende donkerbruine dwarsbanden. Het dier heeft rode ogen, vrij grote palpen en lange geringde antennes, bijna twee keer de lichaamslengte, bij de vrouwtjes iets korter. De larve maakt een nagenoeg rechte cilindrische koker van zandkorrels en steengruis.

## Verspreiding en habitat
De soort komt voor in het Palearctisch gebied, is algemeen in heel Europa tot aan Siberië en is ook in Nederland niet zeldzaam.
Tussen mei en september, in de namiddag en schemering zijn de mannetjes in dichte zwermen te vinden in de buurt van, bij voorkeur, stilstaand water, maar ook bij langzaam stromende rivieren en kanalen. De larven bouwen daar hun koker van zand en eten waterplanten en soms kleine ongewervelde waterdiertjes. 